# Rainer K. Sachs
Rainer Kurt "Ray" Sachs (Fráncfort del Meno, 13 de junio de 1932-16 de abril de 2024) fue un físico matemático germano-estadounidense, especializado en la cosmología relativista general y la astrofísica, así como en biología de la radiación computacional. Es profesor emérito de matemáticas y física en la Universidad de California en Berkeley, y profesor adjunto en la Facultad de Medicina de Tufts.

## Biografía
Nació en Fráncfort del Meno en 1932, hijo del metalúrgico judío alemán George Sachs. En 1937 la familia abandonó Alemania para huir de la persecución nazi, y se instaló en Estados Unidos, por lo que Rainer Sachs es generalmente considerado un científico estadounidense. Recibió su licenciatura en matemáticas por el Instituto de Tecnología de Massachusetts en 1953 y su doctorado en física teórica por la Universidad de Siracusa en 1959.
En 1962, Joshua N. Goldberg y él demostraron el teorema de Goldberg-Sachs . Más tarde ese año, dio la primera exposición del grupo de simetría espacio-temporal asintóticamente plano, al que llamó "grupo Bondi-Metzner generalizado" y ahora se conoce como grupo Bondi-Metzner-Sachs.
En 1966, él y Ronald Kantowski fueron responsables de las soluciones de polvo de Kantowski-Sachs a la ecuación de campo de Einstein. Éstas son una familia ampliamente utilizada de modelos cosmológicos anisotrópicos.
En 1967, él y Arthur M. Wolfe fueron los autores del efecto Sachs-Wolfe, que se refiere a una propiedad de la radiación cósmica de fondo de microondas. El teorema de Ehlers-Geren-Sachs, publicado en 1968 por Jürgen Ehlers, P. Geren y R. Sachs, muestra que si, en un universo dado, existe un marco de referencia en cada evento tal que la radiación cósmica de fondo sea isotrópica, entonces bajo ciertas condiciones ese universo es un espaciotiempo FLRW isotrópico y homogéneo.
De 1969 a 1993 fue profesor de Matemáticas y Física en la Universidad de California, Berkeley (UCB), y desde 1993 es profesor emérito de la UCB. En 1994, fue nombrado Profesor Investigador de Matemáticas de la UCB y desde 2005 es profesor adjunto en la Facultad de Medicina de Tufts.
Hasta 1985 trabajó en cosmología relativista general y astrofísica. Con Hung-Hsi Wu coescribió los libros Relatividad general y cosmología en 1971 y Relatividad general para matemáticos en 1977. Desde 1985 trabaja en biología matemática y computacional, especialmente en biología de la radiación. Su trabajo en radiobiología ha incluido investigaciones sobre radiación y cáncer.